# Merle vantard
Turdus plumbeus
Espèce
Statut de conservation UICN

 LC  : Préoccupation mineure
Le Merle vantard (Turdus plumbeus) est une espèce de passereaux appartenant à la famille des Turdidae.

## Description
Il mesure environ 28 cm pour un poids de 25 à 82 g.

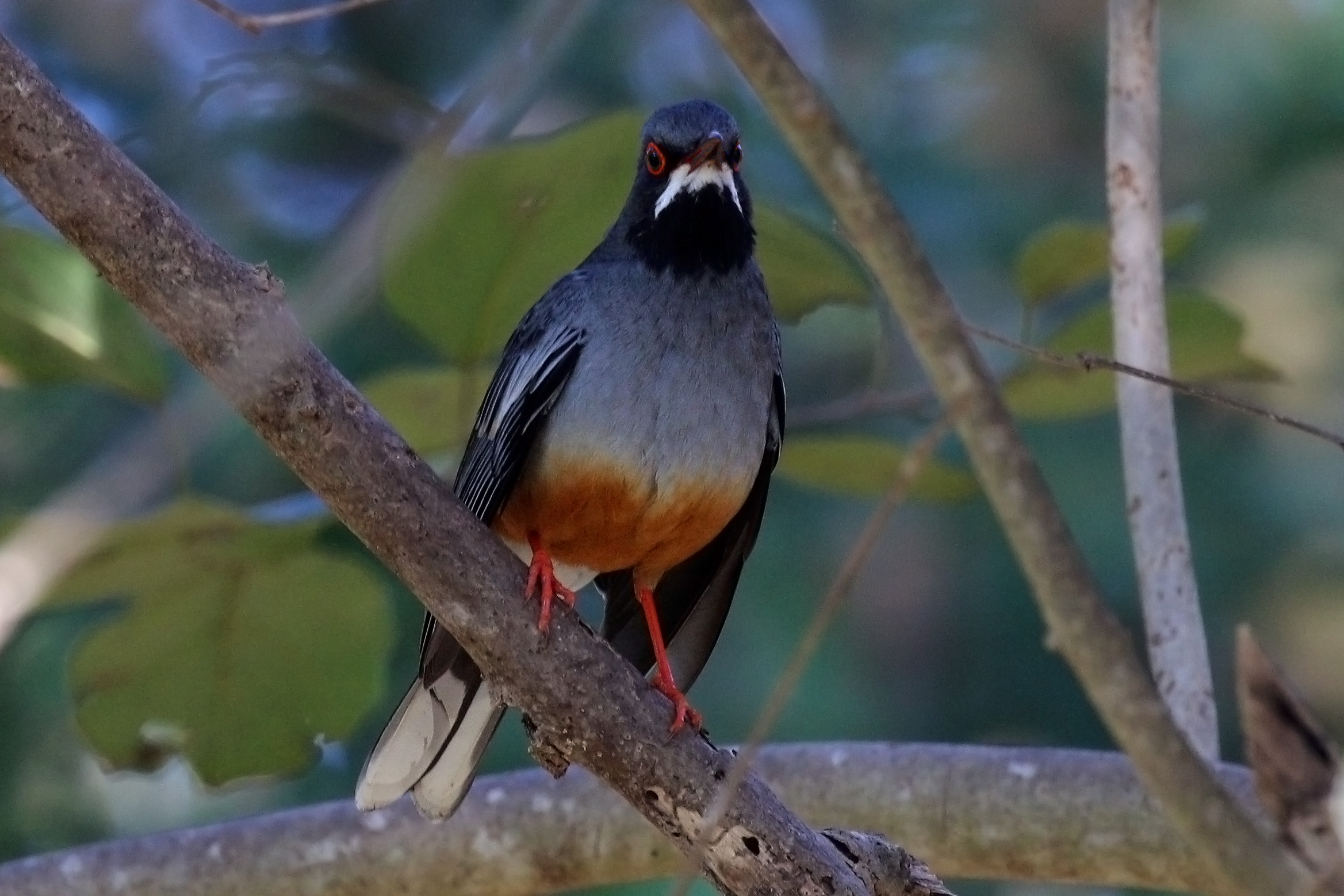
Un merle vantard à Cuba.

## Habitat
Son cadre naturel de vie est les forêts de plaines, les forêts humides de montagne des zones tropicales ou subtropicales et des forêts anciennes fortement dégradées.
Il peut être considérée comme le pendant, aux Caraïbes, du Merle d'Amérique. Il a les mêmes habitudes, y compris de visiter les jardins et les pelouses.

## Répartition et sous-espèces
- T. p. plumbeus Linné, 1758 — nord des Bahamas ;
- T. p. schistaceus (Baird, 1864) — est du Cuba ;
- T. p. rubripes Temminck, 1826 — Cuba ;
- T. p. coryi (Sharpe, 1902) — îles Caïmans ;
- T. p. ardosiaceus Vieillot, 1822 — Hispaniola et Porto Rico ;
- T. p. albiventris (Sclater, 1889) — Dominique.